# كريس ويتني
كريس ويتني (بالإنجليزية: Chris Whitney)‏ مواليد 5 أكتوبر 1971 في هوبكينزفيل، هو لاعب كرة سلة أمريكي معتزل بدأ مسيرته الاحترافية في سنة 1993. تم اختياره من قبل فريق سان أنطونيو سبرز خلال الدرافت. يبلغ طوله 6 قدم 0 بوصة (1.8 م). اعتزل اللعب في 2004. أحرز خلال مسيرته في الإن بي إيه 3738 نقطة بمعدل 6.5 نقاط في المباراة الواحدة.

## المسيرة الاحترافية
لعب مع سان أنطونيو سبرز من سنة 1993 إلى 1995، ثم لعب مع واشنطن ويزاردز من سنة 1995 إلى 2002، ثم لعب مع دنفر ناغتس في موسم 2002–2003، ثم لعب مع أورلاندو ماجيك في سنة 2003، ثم لعب مع واشنطن ويزاردز في موسم 2003–2004.

## روابط خارجية
- كريس ويتني على موقع إن بي أي (الإنجليزية)
- كريس ويتني على موقع سبورتس رفرنس (الإنجليزية)
- كريس ويتني على موقع كرة السلة الأوروبية.كوم (الإنجليزية)
- كريس ويتني على موقع كلية كرة السلة في سبورتس رفرنس.كوم (الإنجليزية)
- كريس ويتني على موقع ريلجم (الإنجليزية)
- كريس ويتني على موقع بروبوليرز (الإنجليزية)